# 村上かつら
村上 かつら（むらかみ かつら）は、日本の漫画家。女性。

## 来歴
小学生の時にミュージカル劇団に入って以来芝居に傾倒していたが、大学2年時に漫画家になることを決意。
1997年、生まれて初めて描いた漫画作品『はるの／よるの／ようだ』が小学館の第71回スピリッツ賞で準スピリッツ賞を受賞、同年7月28日号に掲載されデビュー。ペンネームはこの時担当編集者に2日で決めるように言われ、書店で見た赤ちゃんの名前辞典を参考につけられた。
短編作品を発表した後、『ビッグコミックスピリッツ』に『サユリ1号』、続いて『CUE』が連載される。『ビッグコミックオリジナル増刊』掲載の『ラッキー -Are you LUCKY?-』、『フレッシュ保育サポートマガジン Latta』に掲載された『さくら』、『月刊!スピリッツ』掲載の『淀川ベルトコンベア・ガール』を経て、2011年12月より祥伝社の『FEEL YOUNG』にて、初の女性誌連載となる最新作『Hatch』がスタート。

## 作品リスト
- はるの／よるの／ようだ（『ビッグコミックスピリッツ』1997年7月28日号）[注 1]
- 天使の噛み傷（『ビッグコミックスピリッツ』1997年11月10日号 - 1997年12月1日号）[注 1]
- いごこちのいい場所（『ビッグコミックスピリッツ』1998年11月16日号 - 1999年1月18日号）[注 2]
- かさぶた（『ビッグコミックスピリッツ増刊Manpuku!』1999年7月号）[注 1]
- 99夏あたし15歳（『ビッグコミックスピリッツ増刊Manpuku!』1999年9月号）[注 1]
- さよなら奇跡（『ビッグコミックスピリッツ増刊Manpuku!』1999年11月号）[注 1]
- 父伝説（『ビッグコミックスピリッツ増刊Manpuku!』2000年1月号）[注 2]
- （仮）スマ未満（『ビッグコミックスピリッツ増刊Manpuku!』2000年6月号）[注 2]
- LOVE?（『ビッグコミックスペリオール』2001年）[注 3]
- サユリ1号（『ビッグコミックスピリッツ』2002年 - 2003年）
- CUE（『ビッグコミックスピリッツ』2004年 - 2005年）
- 神様が通る（『ビッグコミックスピリッツ増刊Casual』2005年）[注 3] - 「ゲスト作家統一テーマ読み切り／スクールデイズ」の企画への参加作品。
- sweet-sweet-home（『ビッグコミックスピリッツ』2006年）[注 3]
- ラッキー -Are you LUCKY?-（『ビッグコミックオリジナル増刊』2006年 - 2008年）
- 新人保育者物語　さくら（『Latta』2008年 - 2009年）
- 淀川ベルトコンベア・ガール（『月刊!スピリッツ』2009年 - 2011年）
- Hatch（『FEEL YOUNG』2011年12月号 -2013年3月号 ）

### 書籍
- 『サユリ1号』小学館、2002年 - 2003年、ビッグコミックス全5巻
- 『CUE』小学館、2004年 - 2005年、ビッグコミックス全3巻
- 『村上かつら短編集1』小学館、2004年、ビッグコミックス
- 『村上かつら短編集2』小学館、2005年、ビッグコミックス
- 『ラッキー -Are you LUCKY?-』小学館、2008年、ビッグコミックス全1巻
- 『淀川ベルトコンベア・ガール』小学館、2010年 - 2011年、ビッグコミックス全3巻
- 『新人保育者物語　さくら』小学館、2011年、単行本全1巻　※百瀬ユカリ監修
- 『Hatch』祥伝社、2012年 - 、フィールコミックス既刊1巻